# Csörgető-patak
A Csörgető-patak Győr-Moson-Sopron vármegyében ered, Pereszteg délnyugati részén. A patak forrásától kezdve északkeleti irányban halad, végül Peresztegnél eléri az Ikvát.
A Csörgető-patak vízgazdálkodási szempontból a Rábca és Fertő-tó Vízgyűjtő-tervezési alegység működési területét képezi.

## Part menti település
- Pereszteg